# Claudia Gabler

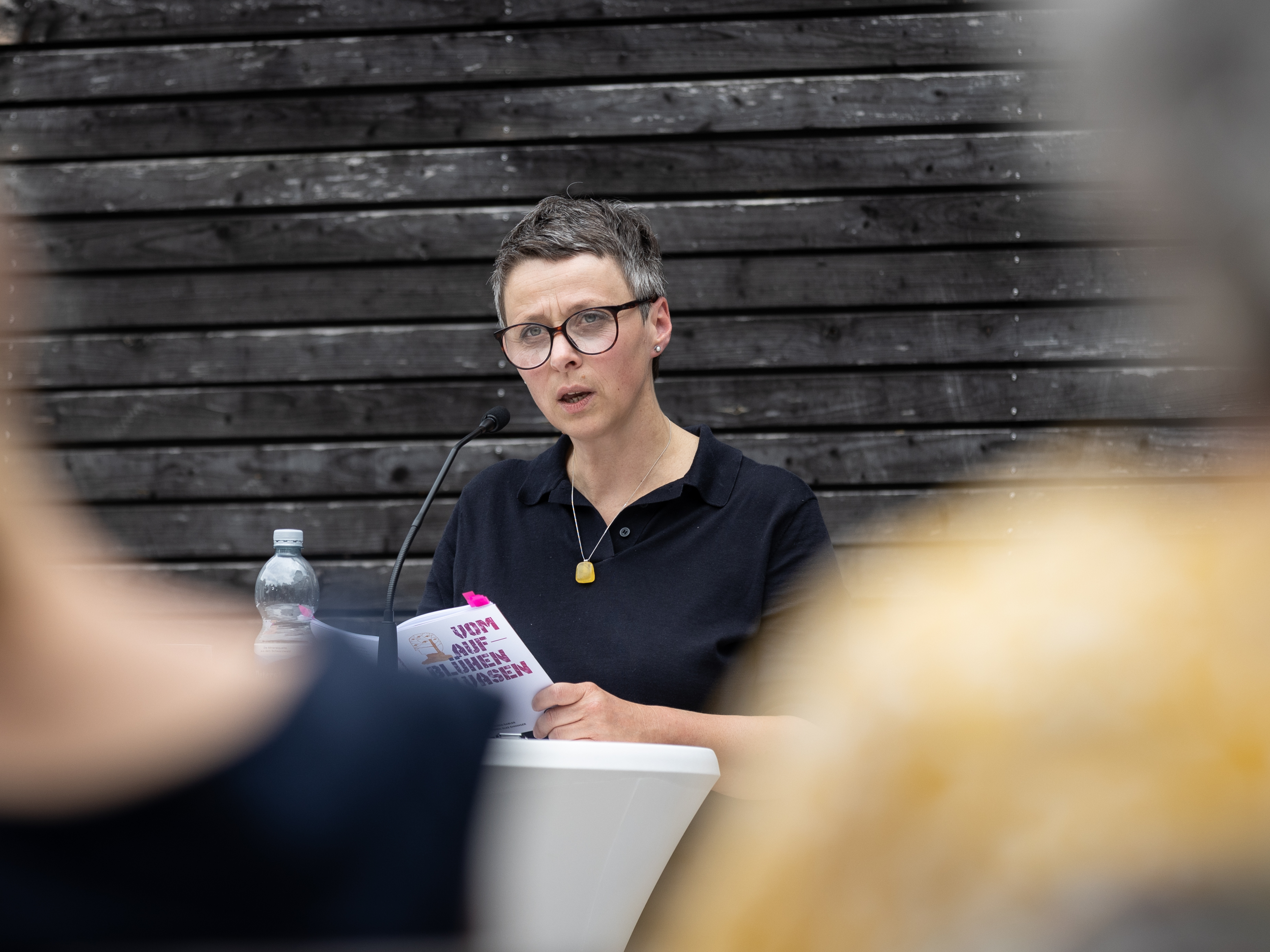
Claudia Gabler liest beim Hausacher Leselenz 2021

Claudia Gabler (* 1970 in Lörrach) ist eine deutsche Autorin.

## Leben und Werk
Claudia Gabler besuchte die Kunstgewerbeschule Basel und studierte in Berlin Theaterwissenschaft und Publizistik. Sie schreibt Lyrik und Hörspiele. Im Dezember 2020 wurde Gabler in das PEN-Zentrum Deutschland aufgenommen.
In der Jurybegründung für den Kurt-Sigel-Lyrikpreis des deutschen PEN 2020 heißt es: „Die Lyrikerin Claudia Gabler erhält für ihren Gedichtzyklus „Glaziale Reste“ den diesjährigen Kurt-Sigel-Lyrikpreis. Ihre Sprache ist zugleich streng und anarchistisch, ihre stets überraschenden und faszinierenden Bilder erzeugen eine komplexe, eindrückliche Welt aus oszillierenden Seinszuständen. Ein lyrisches Wir bricht auf und verwandelt sich am Ende einer magischen Wanderung in ein umkehrendes Ich. „Die Gipfel / * / sind schon längst eingeleuchtet, die Nebel / gesenkt, die Fossilien liegen bereit an den Nähten / der Wanderwege glaziale Reste von Dosenbier.“ Auf einmalige und frappante Weise gelingt Claudia Gabler dabei eine Neuschöpfung und Komposition der äußeren und inneren Wirklichkeit, wobei sich Perspektiven der Wahrnehmung und des Bewusstseins durchdringen und überlagern. So werden heutige Sprechakte gekonnt umspielt und reflektiert. Souverän wird mit vorgefertigten Mustern umgegangen, Klischees werden entlarvt und gewendet. Der Literaturkanon schwingt leise und wie selbstverständlich mit, und die Verse sind beseelt von feiner Ironie und einem bisweilen robusten, bodenständigen Humor. Diese Poesie ist gescheit und hellwach. Sie folgt einer ästhetischen Selbstbeschränkung und bildhaften Bescheidenheit, die sie ganz groß werden lässt: Da wird viel mehr eingelöst als versprochen.“

## Einzeltitel Lyrik
- Die kleinen Raubtiere unter ihrem Pelz. Gedichte. Rimbaud Verlag, Aachen 2008, ISBN 978-3-89086-533-1
- Stavano attaccati come lingue., Gedichte deutsch-italienisch (Übersetzung: Alessandro de Francesco und Angela Sanmann), Cierre Grafica, Anteremedizioni, Verona 2008
- Wohlstandshasen. Gedichte LYRIKPAPYRI, Horlemann Verlag, Berlin 2015, ISBN 978-3-89502-390-3
- Vom Aufblühen in Vasen. Gedichte. Verlagshaus Berlin, EDITION BELLETRISTIK, Frühjahr 2021, ISBN 978-3-945832-45-5

## Hörspiele
- Fiberglas, Hörspiel, Deutschlandradio Berlin, 2002, http://www.deutschlandradio.de/archiv/dlr/sendungen/hoerspiel_dlr/170635/index.html
- The female silence, Hörspiel, European Broadcasting Union, 2005
- The secret chamber, Hörspiel, European Broadcasting Union, 2005
- Als wir über die Terrasse schwammen, Hörspiel, SWR2, 2008, http://hoerspiele.dra.de/vollinfo.php?dukey=1526251&SID
- Gespräche mit Architekten, Kurzhörspielserie, Deutschlandradio Kultur, 2009, http://wurfsendung.dradio.de/wurf/index.php/de/Home/ArchivDetail/id/124
- An die Bewohner der Strandboxen, Hörspiel, SWR2, 2009, https://user.in-berlin.de/~hoerdat/select.php?S=0&col1=au.an&a=Gabler&col2=au.av&b=Claudia
- Bangkok oder Ich will einen Schweizer heiraten, Hörspiel, SWR4, 2011, http://hoerspiele.dra.de/vollinfo.php?dukey=1538573&SID
- Du, Crisis, Kurzhörspielserie, Deutschlandradio Kultur, 2012, http://wurfsendung.dradio.de/wurf/index.php/de/Home/ArchivDetail/id/185
- The Last Supper. SWR2 Hörspiel, 2013[3]
- Sensations, Kurzhörspielserie, Deutschlandradio Kultur, 2015, http://wurfsendung.dradio.de/wurf/index.php/de/Home/ArchivDetail/id/238
- Kirk, Hörspiel, SWR2, 2016[4]
- Wenn ich schon mal im Radio bin, Kurzhörspielserie, Deutschlandfunk Kultur, 2019

## Auszeichnungen
- 2001 Stipendium der Kunststiftung Baden-Württemberg[5]
- 2003 Stipendium des Berliner Senats für das Künstlerhaus Schloss Wiepersdorf[6]
- 2005 Einladung zum open mike[7]
- 2006 Stipendium des Sächsischen Staatsministeriums für Wissenschaft und Kunst
- 2007 Stipendium des  Schleswig-Holsteinischen Künstlerhauses Eckernförde
- 2008 Preisträgerin des Literaturwettbewerbs Wartholz
- 2008 Stipendium des Förderkreises deutscher Schriftsteller in Baden-Württemberg
- 2009 Förderpreis des Grimmelshausen-Preises[8]
- 2009 Literaturstipendium des Landes Baden-Württemberg[9]
- 2014 Stipendium der Stiftung Rheinland-Pfalz für Kultur für das Künstlerhaus Edenkoben[10]
- 2020 Nominierung Lyrikpreis Meran (verschoben auf 2021)[11]
- 2020 Kurt Sigel-Lyrikpreis[12]